# 桃花台バスストップ

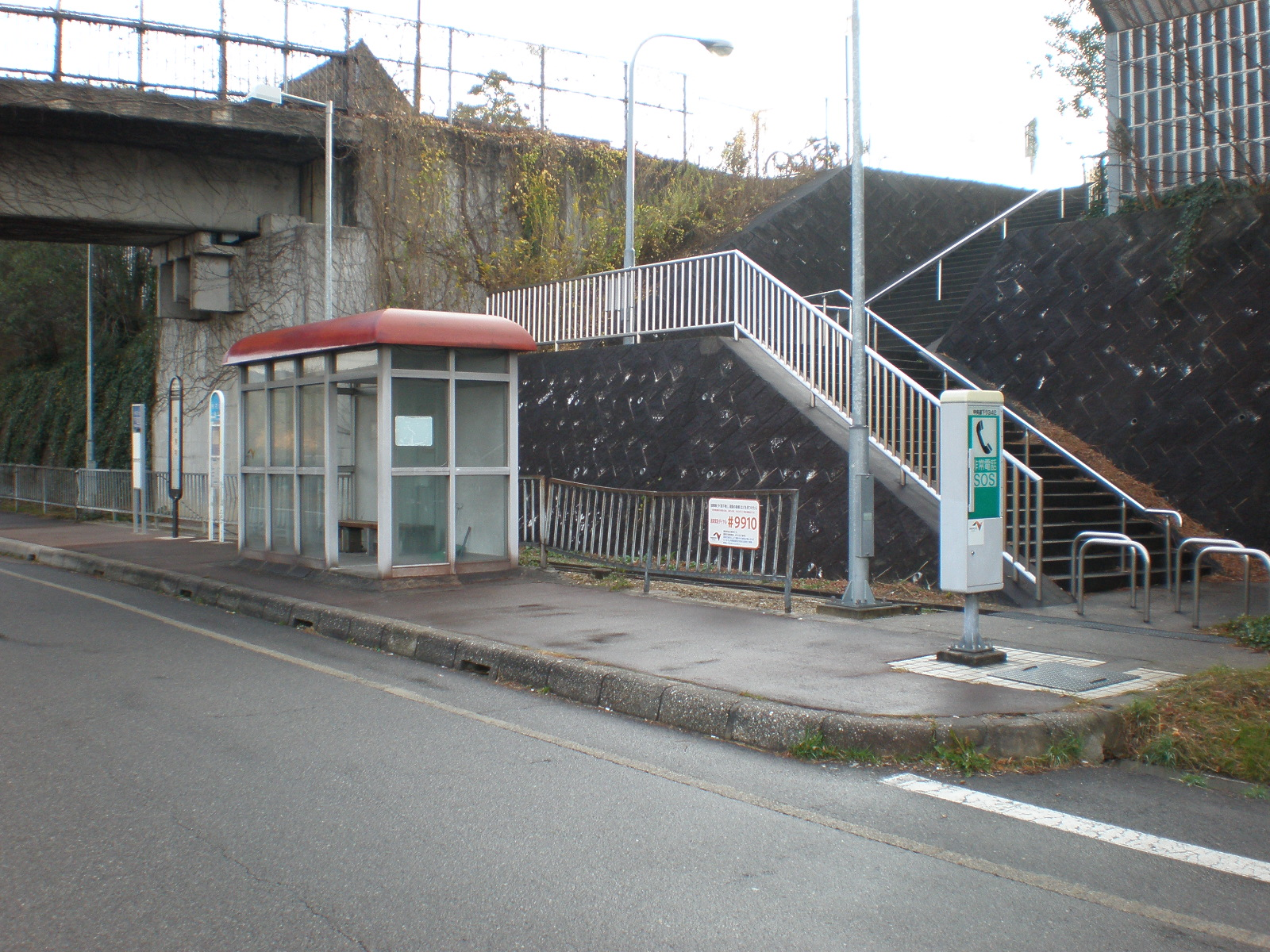
名古屋方面乗り場

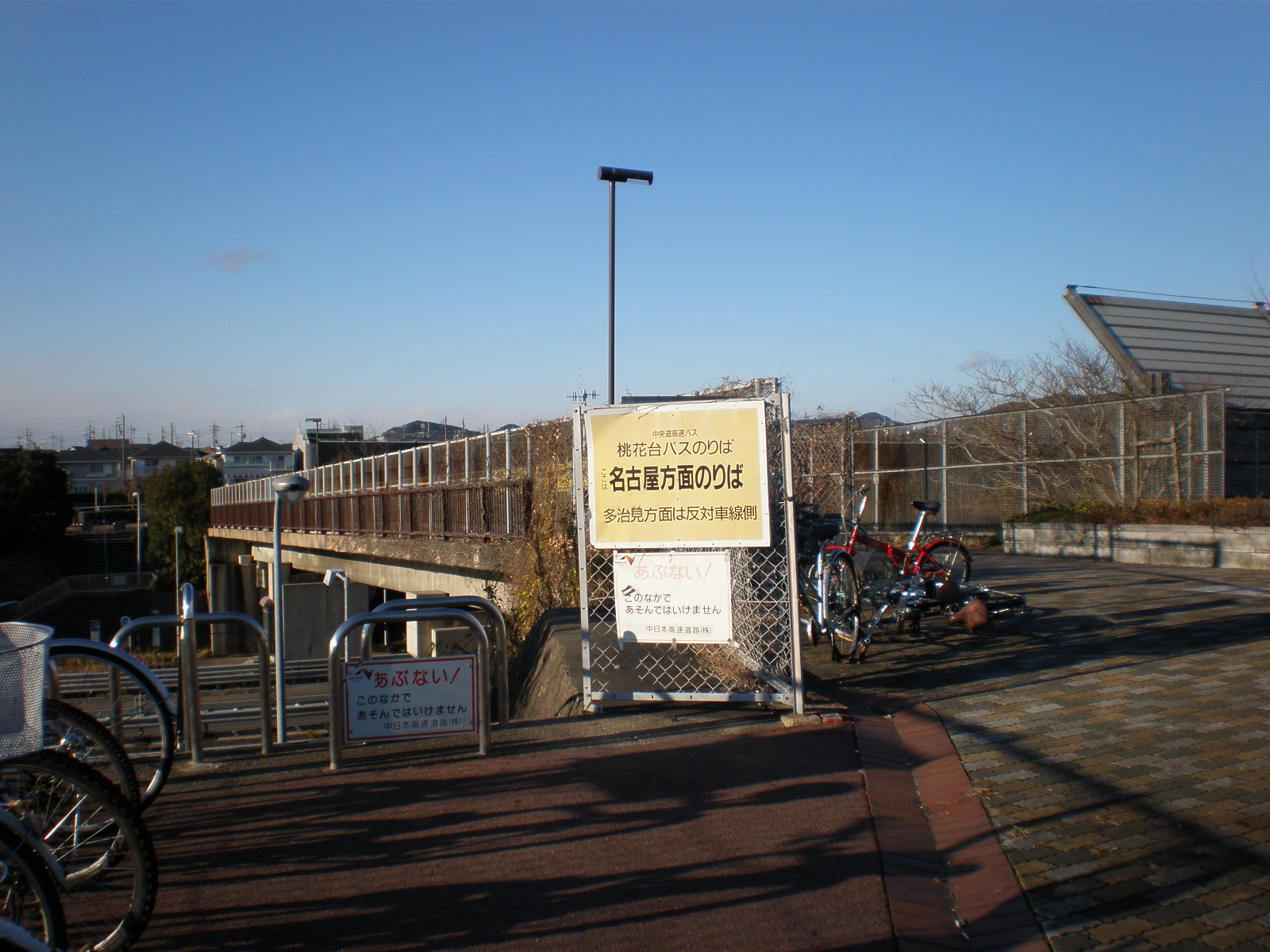
名古屋方面乗り場への入り口

桃花台バスストップ（とうかだいバスストップ）は、愛知県小牧市光ヶ丘6丁目にある、中央自動車道本線上の高速バス専用停留所。バス事業者の案内上（停留所）の名称は、名鉄バスとその共同運行会社が「桃花台」、JR東海バスとその共同運行会社が「中央道桃花台」となっている。

## 路線一覧
※ 個別の記事があるものについては、それぞれの記事を参照。
中央道高速バス
- 新宿線（中央高速バス名古屋線）
- 飯田線
- 箕輪線
- 松本線
- 長野線

都市間高速バス
- 桜ヶ丘ハイツ線
- 可児市役所前線
- 名古屋・西可児線

JR高速バス
- 中央ライナーなごや号
- 名古屋ライナー甲府号

## 交通手段
- 桃花台バス、ピーチバスの「大城」バス停留所下車、徒歩約3分。
- 桃花台バス、ピーチバス、こまき巡回バス、名鉄バス春日井・桃花台線および名古屋・桃花台線の「大草北」バス停留所下車、徒歩約3分。
- 名鉄バス春日井・桃花台線、名古屋・桃花台線、高蔵寺・桃花台線の「桃花台東」バス停留所下車、徒歩約3分。
- 桃花台センターよりこまき巡回バス（こまくる）T1 篠岡光ヶ丘線に乗車し、「中央道桃花台」バス停留所で下車。